# Ajania fruticulosa
Ajania fruticulosa là một loài thực vật có hoa trong họ Cúc. Loài này được (Ledeb.) Poljakov mô tả khoa học đầu tiên năm 1955.